# Причинная динамическая триангуляция
Причинная динамическая триангуляция (ПДТ) — разновидность теории квантовой гравитации, основанная на математической гипотезе о двумерной структуре пространства-времени и его фрактальной структуре на сечениях постоянного времени при расстояниях порядка планковской длины и интервалах времени порядка планковского времени.
Как и петлевая квантовая гравитация, такой теоретический подход является независимым от фонового пространства-времени, то есть он не предполагает наличие какой-либо заранее заданной «физической арены» (пространства-времени), а скорее пытается показать, как складывается сама структура пространства-времени.

## Основная идея
Предполагается, что на расстояниях порядка планковской длины и интервалах времени порядка  времени -  что именно?
Таким образом появляется возможность смоделировать раннюю Вселенную и описать её эволюцию. Используя структуру, называемую симплексом, теория ПДТ делит пространство-время на крошечные треугольные участки. Симплекс является многомерным аналогом треугольника (2-симплекс); 3-симплекс обычно называют тетраэдром, в то время как 4-симплекс, который является основным строительным блоком в этой теории, также известен как пятиячейник. Каждый симплекс геометрически плоский, но симплексы могут быть «склеены» различными способами для создания искривленных пространств-времен, где предыдущие попытки триангуляции квантовых пространств привели к созданию беспорядочных вселенных со слишком большим количеством измерений или минимальных вселенных со слишком малым количеством.
ПДТ позволяет избежать этой проблемы, разрешая только те конфигурации, в которых временные рамки всех соединенных ребер симплексов совпадают.

## Содержание
ПДТ — это модификация квантового исчисления Редже, в которой пространство-время дискретизируется путем аппроксимации его кусочно-линейным многообразием в процессе, называемом триангуляцией. В этом процессе {\displaystyle n}-мерное пространство-время рассматривается как образованное пространственными срезами, которые помечены дискретной переменной времени {\displaystyle t}. Каждый пространственный срез аппроксимируется
симплициальным многообразием, состоящим из регулярных ({\displaystyle n-1})-мерных симплексов, и связь между этими срезами осуществляется кусочно-линейным многообразием {\displaystyle n}-симплексов. Вместо гладкого многообразия существует сеть узлов триангуляции, где пространство локально плоское (внутри каждого симплекса), но глобально изогнуто, как с отдельными гранями и общей поверхностью геодезического купола. Отрезки линий, составляющие каждый треугольник, могут представлять либо пространственную, либо временную протяженность, в зависимости от того, лежат ли они на заданном временном срезе, или соединяют одну вершину в момент времени {\displaystyle t} с другой в момент времени {\displaystyle t+1}. Решающее значение имеет то, что сеть симплексов вынуждена эволюционировать таким образом, чтобы сохранять причинно-следственную связь. Это позволяет вычислять интеграл по траектории без использования метода возмущений путем суммирования всех возможных (допустимых) конфигураций симплексов и, соответственно, всех возможных пространственных геометрий.
Проще говоря, каждый отдельный симплекс подобен строительному блоку пространства-времени, но края, имеющие стрелку времени, должны совпадать в направлении, где бы ни находились края присоединения. Это правило сохраняет причинно-следственную связь, особенность, отсутствующую в предыдущих теориях «триангуляции». Когда симплексы соединяются таким образом, комплекс эволюционирует упорядоченным образом и в конечном итоге создает наблюдаемую структуру измерений. ПДТ основывается на более ранних работах Барретта, Крейна и Баэса, но путем введения ограничения причинно-следственной связи в качестве фундаментального правила (влияющего на процесс с самого начала), Лолл, Амбьерн и Юркевич создали нечто другое.

## Родственные теории
ПДТ имеет некоторое сходство с петлевой квантовой гравитацией, особенно с её формулировкой Крейна. Например, лоренциан Барретта–Крейна по сути является непертурбативным предписанием для вычисления интегралов по траекториям, как и ПДТ. Однако существуют важные различия. В формулировках спиновой пены квантовой гравитации используются разные степени свободы и разные лагранжианы. Например, в ПДТ расстояние или «интервал» между любыми двумя точками в данной триангуляции может быть точно рассчитано (триангуляции являются собственными состояниями оператора расстояния). Это не относится к спиновым пенам или
петлевой квантовой гравитации в целом. Более того, в спиновых пенах дискретность считается фундаментальной, в то время как в
ПДТ она рассматривается как регуляризация интеграла по траектории, которая должна быть устранена пределом континуума.
Другой подход к квантовой гравитации, тесно связанный с причинно-следственной динамической триангуляцией, называется причинные множества. Как ПДТ, так и причинные множества пытаются моделировать пространство-время с помощью дискретной причинной структуры. Основное различие между ними состоит в том, что подход к причинно-следственным множествам является относительно общим, тогда как CDT предполагает более конкретную взаимосвязь между решеткой
пространственно-временных событий и геометрией. Следовательно, лагранжиан CDT ограничен исходными предположениями в той степени, в какой он может быть записан явно и проанализирован (см., например, hep-th/0505154, стр. 5), в то время как существует больше свободы в том, как можно записать действие для теории причинных множеств.
В пределе континуума, ПДТ, вероятно, связан с какой-то версией гравитации Хоржавы-Лифшица. Фактически, обе теории основаны на слоении пространства-времени, и поэтому можно ожидать, что они будут относиться к одному и тому же классу универсальности. В измерениях 1+1 фактически было показано, что это одна и та же теория, в то время как в более высоких измерениях есть только некоторые намеки, поскольку понимание предела континуума ПДТ остается сложной задачей.